# Trechus
Trechus Clairville, 1806 é um género de escaravelho, com distribuição holárctica. O género é nativo do Paleártico e tem a sua máxima biodiversidade na Europa e Médio Oriente. O nome genérico deriva do grego clássico trécho, que significa "corro".
Em Portugal existem 53 espécies neste género, divididas em 9 grupos.

## Espécies
O género inclui as seguintes espécies (lista não exaustiva):
- Trechus abakumovi Belousov & Kabak, 1996
- Trechus abdurakhmanovi Belousov, 1990
- Trechus abeillei Pandelle, 1872
- Trechus academiae Deuve, 1992
- Trechus acco Ueno, 1991
- Trechus achillecasalei Deuve, 1998
- Trechus acuticollis Sciaky & Pavesi, 1994
- Trechus aduncus Barr, 1962
- Trechus adustus Jeannel, 1962
- Trechus aedeagalis Schmidt, 2009
- Trechus aethiopicus Alluaud, 1918
- Trechus agni Deuve & Quinnec, 1985
- Trechus agouzicus Deuve & Queinnec, 1992
- Trechus akibensis Belousov, 1990
- Trechus akkusianus Donabauer, 2005
- Trechus aksuensis Belousov & Kabak, 1996
- Trechus alajensis Belousov & Kabak, 1994
- Trechus alanicus Belousov, 1990
- Trechus albanicus Apfelbeck, 1907
- Trechus algiricus Jeannel, 1922
- Trechus alicantinus Espanol, 1971
- Trechus alinae Dajoz, 1990
- Trechus almonius Reitter, 1903
- Trechus alpicola Sturm, 1825
- Trechus alpigradus Reitter, 1888
- Trechus alticola Wollaston, 1854
- Trechus altitudinum Deuve, 2004
- Trechus amasraensis Donabauer, 2004
- Trechus ambarensis Jeannel, 1954
- Trechus amblus Jeannel, 1935
- Trechus amblygonellus Jeannel, 1964
- Trechus amblygonus Jeannel, 1935
- Trechus ambrolauricus Belousov, 1989
- Trechus amharicus Ortuño & Novoa, 2011
- Trechus amicorum P. Moravec & Wrase, 1998
- Trechus amplicollis Fairmaire, 1859
- Trechus anae Morvan, 1982
- Trechus angelicae Reitter, 1892
- Trechus angulifer Belousov & Kabak, 1992
- Trechus angusticeps Apfelbeck, 1904
- Trechus angusticollis Kiesenwetter, 1850
- Trechus animosus Jeannel, 1962
- Trechus anjuensis Deuve, 1998
- Trechus antonii Jeannel, 1936
- Trechus antonini Deuve, 1998
- Trechus apache Dajoz, 1990
- Trechus apicalis Motschulsky, 1845
- Trechus apoduvalipenis Salgado Costas & Ortuno, 1998
- Trechus apusenicus P. Moravec, 1986
- Trechus aquilus Jeannel, 1962
- Trechus arambourgi Jeannel, 1935
- Trechus arizonae Casey, 1918
- Trechus armenus Iablokoff-Khnzorian, 1963
- Trechus arnoldii Belousov, 1987
- Trechus arribasi Jeanne, 1988
- Trechus arsenjevi Jeannel, 1962
- Trechus arshanicus Belousov & Kabak, 2001
- Trechus artemisiae Pulseys, 1872
- Trechus arthuri P. Moravec & Lompe, In Lobl & Smetana, 2003
- Trechus asetosus Ueno, 1997
- Trechus asiaticus Jeannel, 1927
- Trechus assingi Lompe, 1999
- Trechus astrophilus Schmidt, 2009
- Trechus atomus P. Moravec & Wrase, 1998
- Trechus aubei Pandelle, 1867
- Trechus aubryi Coiffait, 1953
- Trechus austriacus Dejean, 1831
- Trechus aveyronensis Fauvel, 1882
- Trechus avgolensis Belousov & Kabak, 1998
- Trechus aztec Jeannel, 1920
- Trechus babaulti Jeannel, 1935
- Trechus babinjensis Jeannel, 1927
- Trechus badius Jeannel, 1960
- Trechus badzhalicus Plutenko, 2004
- Trechus bajankoli Belousov & Kabak, 1992
- Trechus bakeri Jeannel, 1923
- Trechus bakurovi Shilenkov, 1984
- Trechus balfourbrownei Ueno, 1965
- Trechus balkaricus Belousov, 1990
- Trechus balsamensis Barr, 1962
- Trechus bannaticus Dejean, 1831
- Trechus barahbisensis Deuve, 1988
- Trechus barbaritae Donabauer, 2004
- Trechus barberi (Jeannel, 1931)
- Trechus barii Focarile, 1949
- Trechus barnevillei Pandelle, 1867
- Trechus barratxinai Espanol, 1971
- Trechus basarukini P.Moravec & Wrase, 1997
- Trechus basilewskyi Jeannel, 1960
- Trechus baskonicus Belousov & Kabak, 1996
- Trechus bastianinii Magrini & Sciaky, 2006
- Trechus bastropi Schmidt, 2009
- Trechus batuensis Magrini & Sciaky, 2006
- Trechus batyr Belousov & Kabak, 1992
- Trechus bayanbulak Deuve, 1993
- Trechus baztanensis Dupre, 1991
- Trechus beatus Reitter, 1903
- Trechus bedeli Jeannel, 1922
- Trechus beesoni Jeannel, 1930
- Trechus beghinorum Belousov & Kabak, 1992
- Trechus beieri Winkler, 1936
- Trechus belovi Belousov & Kabak, 1996
- Trechus beltrani Toribio, 1990
- Trechus benahoaritus Machado, 1989
- Trechus benesi Deuve, 1993
- Trechus bensai Jeannel, 1927
- Trechus besucheti Pawlowski, 1977
- Trechus besuchetianus Deuve, 1987
- Trechus beusti (Schaufuss, 1863)
- Trechus bhadarwahensis Deuve, 1982
- Trechus bhutanicus Ueno, 1977
- Trechus bibulus Lompe, 1999
- Trechus biharicus Meixner, 1912
- Trechus bipartitus Raffray, 1880
- Trechus bodemeyeri Reitter, 1913
- Trechus bodius Jeannel, 1960
- Trechus bogatshevi Belousov, 1987
- Trechus bogdani Belousov & Kabak, 2000
- Trechus bogdoensis Belousov & Kabak, 2001
- Trechus boghinorum Belousov & Kabak, 1992
- Trechus bohaci P. Moravec, 1987
- Trechus bohemorum Pawlowski, 1973
- Trechus boleslavi Belousov & Kabak, 2000
- Trechus boludagensis Donabauer, 2006
- Trechus bonvouloiri Pandelle, 1867
- Trechus bordei Peyerimhoff, 1909
- Trechus bosnicus frigidus Apfelbeck, 1904
- Trechus bosnicus Ganglbauer, 1891
- Trechus boudikae Morvan, 1982
- Trechus boulbeni Deuve, 1998
- Trechus bousqueti Deuve, 1988
- Trechus bowlingi Barr, 1962
- Trechus bradycelliformis Csiki, 1906
- Trechus brancuccii Deuve, 2006
- Trechus brembanus Focarile, 1949
- Trechus brendelli Deuve, 2005
- Trechus breuili Jeannel, 1913
- Trechus breuningi Morvan, 1972
- Trechus brevicaudis Belousov & Kabak, 1993
- Trechus brevicorpus Belousov & Kabak, 1993
- Trechus brezinai Deuve & Queinnec, 1992
- Trechus bruckii Fairmaire, 1862
- Trechus buahitensis Jeannel, 1954
- Trechus budhaensis Schmidt, 2009
- Trechus byzantinus Apfelbeck, 1901
- Trechus cabrerai (Jeannel, 1936
- Trechus calashensis Deuve, 1982
- Trechus caliginis Barr, 1985
- Trechus cameroni Jeannel, 1923
- Trechus cantalicus Fauvel, 1888
- Trechus cappadocicus Pawlowski, 1976
- Trechus caprai Jeannel, 1927
- Trechus cardioderus Putzeys, 1870
- Trechus carnioliae J. Muller, 1921
- Trechus carolinae Schaeffer, 1901
- Trechus carpaticus Rybinski, 1902
- Trechus carrilloi Toribio & Rodriguez, 1997
- Trechus caspiricus Deuve, 1982
- Trechus castificus P. Moravec & Wrase, 1998
- Trechus cathaicus Sciaky & Pavesi, 1995
- Trechus caucasicus Chaudoir, 1846
- Trechus cautus Wollaston, 1854
- Trechus cavernicola J. Frivaldszky, 1881
- Trechus ceballosi Mateu, 1953
- Trechus centralis Nonvellier, Pavieevie & Popovie, 1994
- Trechus cephalonicus Winkler, 1914
- Trechus cephalotellus Belousov, 1995
- Trechus ceresai Binaghi, 1938
- Trechus chaklaensis Schmidt, 2009
- Trechus chalybeus Dejean, 1831
- Trechus championi Jeannel, 1920
- Trechus chappuisi Jeannel, 1935
- Trechus cheoahensis Donabauer, 2005
- Trechus chillalicus Jeannel, 1936
- Trechus chinensis Jeannel, 1920
- Trechus chodjaii Morvan, 1974
- Trechus chokensis Pawlowski, 2001
- Trechus cholaensis Deuve, 1996
- Trechus chomolungma Deuve & Queinnec, 1985
- Trechus chormaensis Deuve, 1993
- Trechus cifrianae Ortuño & Jiménez-Valverde, 2011
- Trechus claudiae Deuve, 1996
- Trechus clingmanensis Donabauer, 2005
- Trechus coelestis Sciaky & Pavesi, 1994
- Trechus coloradensis Schaeffer, 1915
- Trechus compactulus Belousov & Kabak, 1996
- Trechus compsus Jeannel, 1935
- Trechus concinnus Tschitscherine, 1904
- Trechus concoloratus Lorenz, 1998
- Trechus conformis Jeannel, 1927
- Trechus consobrinus K. Daniel & J. Daniel, 1898
- Trechus constrictus Schaum, 1860
- Trechus controversus Binaghi, 1959
- Trechus crassiscapus Lindroth, 1955
- Trechus croaticus Dejean, 1831
- Trechus crucifer Piochard de la Brulerie, 1876
- Trechus cryobius Jeannel, 1935
- Trechus cryptophilus Belousov & Kabak, 1992
- Trechus culminicola Jeannel, 1936
- Trechus cumberlandus Barr, 1962
- Trechus cuniculorum Mequignon, 1921
- Trechus curticollis Fairmaire, 1866
- Trechus curvatilis Belousov & Kabak, 1998
- Trechus custos Wollaston, 1854
- Trechus cyclomus Jeannel, 1954
- Trechus cyprinus Franz, 1987
- Trechus dacatrianus Deuve, 1996
- Trechus dakushitaicus Deuve, 2004
- Trechus damchungensis Deuve, 1998
- Trechus daoensis Belousov & Kabak, 2001
- Trechus davanensis Sciaky & Pavesi, 1994
- Trechus davidiani Belousov, 1990
- Trechus davidwrasei Donabauer, 2007
- Trechus debilis Wollaston, 1871
- Trechus decolor Jeannel, 1938
- Trechus degienensis Jeannel, 1954
- Trechus delarouzeei Pandelle, 1867
- Trechus deliae Morvan, 1971
- Trechus demircapicus P. Maravac, 1986
- Trechus demissus Jeannel, 1962
- Trechus densicornis Fischhuber, 1977
- Trechus depressipenis Sciaky & Pavesi, 1995
- Trechus detersus Wollaston, 1864
- Trechus dichrous Reitter, 1911
- Trechus diecki Putzeys, 1870
- Trechus dilizhanicus Belousov, 1989
- Trechus dilutus Wollaston, 1854
- Trechus dimorphicus Pawlowski, 2001
- Trechus diogenes Pawlowski, 1979
- Trechus dioscuricus Belousov, 1990
- Trechus distigma Kiesenwetter, 1851
- Trechus distinctus Fairmaire & Laboulbene, 1854
- Trechus doderoi Jeannel, 1927
- Trechus dolomitanus Jeannel, 1931
- Trechus donabaueri Lebenbauer, 2004
- Trechus dongulaensis Schmidt, 2009
- Trechus dorsistriatus A. Morawitz, 1862
- Trechus dostali Donabauer, 2007
- Trechus dubiatus Reitter, 1903
- Trechus dudkorum Belousov & Kabak, 1996
- Trechus dulat Belousov & Kabak, 1992
- Trechus dumitrescui Decou, 1959
- Trechus duvalioides Deuve, 2004
- Trechus dzermukensis Iablokoff-Khnzorian, 1963
- Trechus dzhalair Belousov & Kabak, 1994
- Trechus dzhungaricus Belousov & Kabak, 1992
- Trechus dzykhvensis Belousov, 1990
- Trechus egorovi Belousov & Kabak, 1996
- Trechus egregius Jeannel, 1927
- Trechus elburzensis Morvan, 1974
- Trechus elegans Putzeys, 1847
- Trechus elgonicus Jeannel, 1930
- Trechus elongatulus Putzeys, 1870
- Trechus enigmaticus Coiffait, 1971
- Trechus enoploides Jeannel, 1954
- Trechus enoplus Jeannel, 1935
- Trechus ephippiatus Bates, 1873
- Trechus epirotes Colas, 1957
- Trechus eremita Schmidt, 2009
- Trechus erythrostomus Deuve, 1987
- Trechus escalerai Abeille de Perrin, 1903
- Trechus eutrechoides Deuve, 1992
- Trechus exilipenis Belousov & Kabak, 1994
- Trechus fairmairei Pandelle, 1867
- Trechus felix Wallaston, 1864
- Trechus ferghanicus Belousov & Kabak, 1992
- Trechus fischtensis Reitter, 1888
- Trechus flavocinctus Jeannel, 1922
- Trechus flavocircumdatus Jeannel, 1922
- Trechus flavolimbatus Wollaston, 1863
- Trechus flavomarginatus Wollaston, 1854
- Trechus focarilei Monguzzi, 1998
- Trechus folwarcznyi Deuve, 1998
- Trechus fongondi Denve & Queinnec, 1983
- Trechus fontinalis Rybinski, 1901
- Trechus fortimanus Reitter, 1903
- Trechus fortipes Ueno, 1999
- Trechus fortunatus Jeannel, 1927
- Trechus franzianus Mateu & Deuve, 1979
- Trechus franzschuberti Donabauer, 2006
- Trechus fritzbeneschi Donabauer, 2006
- Trechus fulvatilis Belousov & Kabak, 1998
- Trechus fulvus Dejean, 1831
- Trechus fusculus Motschulsky, 1850
- Trechus gagrensis Jeannel, 1927
- Trechus galianus Belousov, 1989
- Trechus gallaecus Jeannel, 1921
- Trechus gallorites Jeannel, 1936
- Trechus gamae Reboleira & Serrano, 2009
- Trechus gansuensis Deuve & Queinnec, 1993
- Trechus genevanorum Pawlowski, 1977
- Trechus gigas Pawlowski, 2001
- Trechus gitzeni Belousov & Kabak, 2001
- Trechus glabratus Schmidt, 2009
- Trechus glacialis Heer, 1837
- Trechus gloriensis Jeanne, 1971
- Trechus goebli Breit, 1914
- Trechus goidanichi Focarile & Casale, 1978
- Trechus goliath Belousov & Kabak, 1992
- Trechus golovatchi Casale, 1983
- Trechus gomerensis Franz, 1986
- Trechus gorkhai J. Schmidt, 1998
- Trechus gracilitarsis K. & J. Daniel, 1898
- Trechus gradloni Morvan, 1982
- Trechus grandiceps Reitter, 1885
- Trechus grandis Ganglbauer, 1891
- Trechus gravidus Putzeys, 1870
- Trechus grenieri Pandelle, 1867
- Trechus guangaishanus Belousov & Kabak, 2001
- Trechus gugheensis Jeannel, 1950
- Trechus gulickai Lobl, 1967
- Trechus gurungi J. Schmidt, 1998
- Trechus gusevi Belousov, 1990
- Trechus gushensis Belousov & Kabak, 1998
- Trechus gwiomarchi Morvan, 1982
- Trechus hajeki Reitter, 1913
- Trechus hampei Ganglbauer, 1891
- Trechus hangaicus Shilenkov, 1982
- Trechus haoe Barr, 1979
- Trechus haoeleadensis Donabauer, 2005
- Trechus hashimatoi Ueno, 1961
- Trechus hauseri Jeannel, 1962
- Trechus heinzianus Pawlowski, 1979
- Trechus hendrichsi Mateu, 1974
- Trechus heniochicus Ljovuschkin, 1970
- Trechus himalayanus Ueno, 1972
- Trechus himalensis Deuve & Queinnec, 1985
- Trechus hingstoni Jeannel, 1928
- Trechus hodeberti Deuve, 1998
- Trechus holzun Shilenkov & Sokolov, 1987
- Trechus hoppi Jeannel, 1927
- Trechus houzhenziensis Deuve, 2001
- Trechus humboldti Vandyke, 1945
- Trechus hummleri Jeannel, 1927
- Trechus hurrita Pavesi & Sciaky, 1990
- Trechus hydropicus G.Horn, 1883
- Trechus hylonomellus Lorenz, 1998
- Trechus idriss Peyerinhoff, 1924
- Trechus ikutanii Ueno, 1961
- Trechus ilgazensis Donabauer, 2004
- Trechus ilgazicus Pawlowski, 1976
- Trechus imaicus Jeannel, 1923
- Trechus imereticus Belousov, 1990
- Trechus impunctus Casale, 1979
- Trechus imurai Ueno, 1999
- Trechus incisipenis Belousov & Kabak, 1999
- Trechus incola Peyerinhoff, 1909
- Trechus indicus Putzeys, 1870
- Trechus indicusoides Donabauer, 2005
- Trechus inexpectatus Barr, 1985
- Trechus inexspectatus Belousov & Kabak, 2001
- Trechus infuscatus Chaudoir, 1850
- Trechus insolitus K. Daniel & J. Daniel, 1906
- Trechus insubricus K. Daniel & J. Daniel, 1898
- Trechus intrusus Focarile, 1950
- Trechus iranicus Morvan & Pawlowski, 1977
- Trechus irenis Csiki, 1912
- Trechus iricolor Sciaky & Pavesi, 1995
- Trechus irkeshtamicus Belousov & Kabak, 1998
- Trechus irritus Jeannel, 1960
- Trechus isabelae Borges & Serrano, 2007
- Trechus isfanensis Belousov & Kabak, 1998
- Trechus ispulensis Belousov & Kabak, 1992
- Trechus italicus K. Daniel & J. Daniel, 1898
- Trechus ithae Reitter, 1888
- Trechus jadodraconis Deuve, 1995
- Trechus jaechi Donabauer, 2006
- Trechus janaki P. Moravec, 1993
- Trechus janatai Belousov & Kabak, 2000
- Trechus jarrigei Morvan, 1972
- Trechus jeannei Sciaky, 1998
- Trechus jezerensis Apfelbeck, 1908
- Trechus jiuzhaiensis Deuve, 1998
- Trechus jorgensis Oromi & Borges, 1991
- Trechus jugivagus Lutshnik, 1930
- Trechus kabakovi Pawlowski, 1978
- Trechus kabylicus Casale, 1983
- Trechus kackardagi Pawlowski, 1978
- Trechus kahleni Donabauer & Lebenbauer, 2003
- Trechus kaikanicus Belousov & Kabak, 1994
- Trechus kalabi Deuve & Queinnec, 1993
- Trechus kalabianus Deuve, 1993
- Trechus kantegiricus Belousov & Kabak, 1994
- Trechus karadenizus Pawlowski, 1976
- Trechus karasibensis Belousov & Kabak, 1994
- Trechus karlykensis Belousov & Kabak, 2001
- Trechus kashensis Belousov & Kabak, 2001
- Trechus kashgarensis Deuve, 1992
- Trechus kataevi Belousov, 1987
- Trechus katranicus Belousov & Kabak, 1996
- Trechus kaznakovi Jeannel, 1935
- Trechus ketmenicus Belousov & Kabak, 1993
- Trechus kezadonicus Belousov, 1989
- Trechus khalabicus Belousov, 1990
- Trechus khaledicus Belousov, 1990
- Trechus khnzoriani Pawlowski, 1976
- Trechus khorgosicus Belousov & Kabak, 1994
- Trechus kiapazicus Belousov, 1990
- Trechus kimak Belousov & Kabak, 1996
- Trechus kobingeri Apfelbeck, 1902
- Trechus kocheri Paulian & Villiers, 1939
- Trechus kodoricus Belousov, 1989
- Trechus kokzhotensis Belousov & Kabak, 1996
- Trechus komarovi Belousov, 1990
- Trechus korae Schmidt, 2009
- Trechus korbi Reitter, 1903
- Trechus korotyaevi Shilenkov, 1982
- Trechus korrigani Morvan, 1982
- Trechus korzhun Belousov & Kabak, 1994
- Trechus kovali Belousov, 1989
- Trechus kozlovi Jeannel, 1935
- Trechus krasnovi Belousov & Kabak, 1992
- Trechus krejcii Deuve & Queinnec, 1985
- Trechus kricheldorffi Wagner, 1913
- Trechus kukunoricus Belousov & Kabak, 2000
- Trechus kulpensis Belousov & Kabak, 1998
- Trechus kuraicus Shilenkov, 1995
- Trechus kurbatovi Belousov & Kabak, 2000
- Trechus kurentzovi Lafer, 1989
- Trechus kurnakovi Jeannel, 1960
- Trechus kushtaicus Belousov & Kabak, 2001
- Trechus labrangensis Belousov & Kabak, 2000
- Trechus laevipes Jeannel, 1927
- Trechus lailensis Belousov, 1989
- Trechus lallemantii Fairmaire, 1859
- Trechus lama Schmidt, 2009
- Trechus lamjunensis J. Schmidt, 1994
- Trechus lampros Jeannel, 1935
- Trechus laranoensis Lompe, 1999
- Trechus larisae Belousov & Kabak, 1996
- Trechus lassallei Deuve, 1981
- Trechus latebricola Kiesenwetter, 1850
- Trechus latibuli Jeannel, 1948
- Trechus latior Darlington, 1959
- Trechus latiplatus Belousov & Kabak, 1998
- Trechus latus Putzeys, 1847
- Trechus laureticola Jeannel, 1936
- Trechus lazicus Pawlowski, 1976
- Trechus lebenbaueri Donabauer, 2004
- Trechus lebretae Jeannel, 1960
- Trechus lederi Putzeys, 1878
- Trechus ledouxianus Mateu & Deuve, 1979
- Trechus leleupi Jeannel, 1954
- Trechus lepineyi Paulian & Villiers, 1939
- Trechus lepontinus Ganglbauer, 1891
- Trechus letshkhumicus Belousov, 1989
- Trechus levillaini Morvan, 1982
- Trechus lgockii Pawlowski, 1978
- Trechus libanensis Piochard da la Brulerie, 1876
- Trechus liguricus Jeannel, 1921
- Trechus lijiangensis Belousov & Kabak, 2001
- Trechus limacodes Dejean, 1831
- Trechus lindbergi Coiffait, 1962
- Trechus linxiaicus Deuve, 2005
- Trechus liochrous Jeannel, 1935
- Trechus liopleurus Chaudoir, 1850
- Trechus litangensis Deuve, 1995
- Trechus loebli Pawlowski, 1977
- Trechus loeblianus Deuve, 1988
- Trechus loeffleri Magrini & Sciaky, 2006
- Trechus lomakini Belousov & Kabak, 1994
- Trechus longicollis Meixner, 1912
- Trechus longobardus Putzeys, 1870
- Trechus longulus K. Daniel & J. Daniel, 1898
- Trechus lucidus Jeannel, 1960
- Trechus luculentus Barr, 1962
- Trechus lunai Reboleira & Serrano, 2009
- Trechus lundbladi Jeannel, 1938
- Trechus luquensis Belousov & Kabak, 2000
- Trechus lusitanicus Jeannel, 1921
- Trechus luteolus Jeannel, 1960
- Trechus lutshniki Belousov, 1987
- Trechus maceki Deuve, 1992
- Trechus machadoensis Franz, 1984
- Trechus machadoi Jeannel, 1941
- Trechus machardi Jeanne, 1976
- Trechus macrops Jeaniel, 1927
- Trechus maculicornis Chaudoir, 1846
- Trechus maderensis Csiki, 1928
- Trechus magistrettii Focarile, 1949
- Trechus magniceps Reitter, 1898
- Trechus maisaicus Belousov & Kabak, 1994
- Trechus majusculus K. Daniel, 1902
- Trechus mallaszianus P. Moravec & Lompe
- Trechus mandarinus Sciaky & Pavesi, 1995
- Trechus manensis Belousov & Kabak, 1994
- Trechus manzhangicus Deuve, 2004
- Trechus maomao Deuve, 2005
- Trechus maowenensis Deuve, 1995
- Trechus maqenicus Deuve, 2004
- Trechus maquensis Deuve, 2004
- Trechus marcilhaci Pham, 1987
- Trechus marcilhacianus Deuve, 2004
- Trechus margelanicus Belousov & Kabak, 1998
- Trechus marginalis Schaum, 1862
- Trechus marianii Focarile, 1949
- Trechus maritimus Sainte-Claire Deville, 1907
- Trechus markakolensis Belousov & Kabak, 1999
- Trechus martelluccii Magrini & Sciaky, 2006
- Trechus martensi Deuve & Hodebert, 1991
- Trechus martinae Schmidt, 2009
- Trechus martinezi Jeannel, 1927
- Trechus matejkai Vsetecka, 1938
- Trechus mateui Deuve & Queinnec, 1985
- Trechus matrismeae Pawlowski, 1972
- Trechus matsumotoi Ueno, 1984
- Trechus mauritanicus Jeannel, 1909
- Trechus meissonnieri Belousov & Kabak, 2000
- Trechus meixnerianus P. Moravec & Lompe, 2003
- Trechus melanocephalus Kolenati, 1845
- Trechus merditanus Apfelbeck, 1906
- Trechus meregallii Casale, 1983
- Trechus merenicus Belousov & Kabak, 1994
- Trechus merkli Pawlowski, 1973
- Trechus meschniggi Jeannel, 1930
- Trechus messoulii Casale, 2011
- Trechus metrius Jeannel, 1935
- Trechus meurguesianus Deuve, 1980
- Trechus michaeli Pawlowski, 1978
- Trechus micrangulus Reitter, 1913
- Trechus midas Jeannel, 1927
- Trechus mieheorum Schmidt, 2009
- Trechus minaicus Belousov & Kabak, 1994
- Trechus minioculatus Machado, 1987
- Trechus minshanicola Deuve, 2004
- Trechus minyops Wallaston, 1862
- Trechus mirzayani Morvan, 1974
- Trechus mitchellensis Barr, 1962
- Trechus mitjaevi Belousov & Kabak, 1996
- Trechus moctezuma Mateu, 1974
- Trechus modestus Putzeys, 1874
- Trechus mogul Belousov & Kabak, 2001
- Trechus mongolicus P. Moravec, 1992
- Trechus mongolorum Belousov & Kabak, 1994
- Trechus montanellus Gemminger & Harold, 1868
- Trechus montanheirorum Oromi & Borges, 1991
- Trechus montanus Motschulsky, 1844
- Trechus montisarerae Focarile, 1950
- Trechus montiscrystalli Casale, 1979
- Trechus montiscusnae Focarile, 1952
- Trechus montispennae Jeannel, 1927
- Trechus montisrosae Jeannel, 1921
- Trechus montreuili Deuve, 2004
- Trechus morandinii Lebenbauer, 2002
- Trechus mordkovitschi Shilenkov, 1982
- Trechus morvanellus Deuve, 1996
- Trechus morvanianus Deuve & Queinnec, 1985
- Trechus mourzinellus Deuve, 1998
- Trechus mouzaiensis Jeannel, 1922
- Trechus muguensis Schmidt, 2009
- Trechus mumbugianus Mateu, 1985
- Trechus murzorum Belousov & Kabak, 1994
- Trechus muscorum P. Moravec & Wrase, 1998
- Trechus myanmarensis Deuve, 2004
- Trechus nairicus Pavesi & Sciaky, 1992
- Trechus nakaguroi Ueno, 1960
- Trechus naldii Ghidini, 1932
- Trechus namtsoensis Schmidt, 2009
- Trechus nannus Jeannel, 1935
- Trechus nantahalae Barr, 1979
- Trechus naratensis Deuve, 1993
- Trechus narynensis Belonsov & Kabak, 1992
- Trechus navaricus (Vuillefroy, 1869)
- Trechus nebulosus Barr, 1962
- Trechus newar Deuve, 1988
- Trechus nigricornis Motschulsky, 1844
- Trechus nigrinus Putzeys, 1847
- Trechus nigrocruciatus Wollaston, 1854
- Trechus nikolajevi Belousov & Kabak, 1992
- Trechus nishikawai Ueno, 1991
- Trechus nivicola Chaudoir, 1846
- Trechus nomurai Ueno, 1998
- Trechus nonveilleri J. Muller, 1930
- Trechus noricus Maixner, 1911
- Trechus nothus Jeannel, 1960
- Trechus novaculosus Barr, 1962
- Trechus nugax Lompe, 1997
- Trechus numatai Ueno, 1967
- Trechus obliquebasalis Breit, 1914
- Trechus obtusiusculus Ganglbauer, 1889
- Trechus obtusus Erichson, 1837
- Trechus ochreatus Dejean, 1831
- Trechus ogouzicus Deuve & Queinnec, 1992
- Trechus oligophthalmus Jeannel, 1935
- Trechus oligops Bedel, 1896
- Trechus olympicus Piochard de la Brulerie, 1876
- Trechus ongudaicus Belousov & Kabak, 1996
- Trechus onicus Belousov & Kabak, 1994
- Trechus oodes Jeannel, 1935
- Trechus ordinarior Deuve & Queinnec, 1993
- Trechus orduensis Donabauer, 2007
- Trechus oregonensis Hatch, 1951
- Trechus orientosinicus Deuve, 1992
- Trechus ormayi Ganglbauer, 1891
- Trechus oromii Borges, Serrano & Amorim, 2004
- Trechus orousseti (Perrault, 1982)
- Trechus orphaeus Pawlowski, 1973
- Trechus orthapicalis Belousov & Kabak, 1998
- Trechus ortizi Espanol, 1970
- Trechus osellai F. Battoni & Vigna Taglianti, 1994
- Trechus osmanilis K. Daniel & J. Daniel, 1902
- Trechus ovatus Putzeys, 1846
- Trechus ovipennis Motschulsky, 1845
- Trechus ovtshinnikovi Belousov & Kabak, 1992
- Trechus ozegaharanus Ueno, 1954
- Trechus pachycerus Apfelbeck, 1918
- Trechus pallens Belousov & Kabak, 1994
- Trechus pallidulus Ganglbauer, 1891
- Trechus pamirensis Belousov & Kabak, 1996
- Trechus pamphylicus Jeanne, 1996
- Trechus paphlagonicus Maran, 1940
- Trechus patrizzii Jeannel, 1960
- Trechus pavlovskii Jeannel, 1962
- Trechus pecignai Toribio, 1992
- Trechus pecoudi Colas & A. Gaudim, 1935
- Trechus pennisii Magrini, 1984
- Trechus pereirai Borges, Serrano & Amorim, 2004
- Trechus perinii Holdhaus, 1950
- Trechus perissus Andrewes, 1936
- Trechus perpusillus Mateu & Deuve, 1979
- Trechus perreaui Deuve & Queinnec, 1985
- Trechus pertyi Heer, 1837
- Trechus phaeocerus Jeannel, 1935
- Trechus phami Deuve, 1981
- Trechus phanagoriacus Belousov, 1990
- Trechus piazzolii Focarile, 1950
- Trechus picoensis Machado, 1988
- Trechus pieltaini Jeannel, 1920
- Trechus pilisensis Csiki, 1918
- Trechus pilosicornis Deuve & Queinnec, 1993
- Trechus pilosipennis Jeannel, 1954
- Trechus pinkeri Ganglbauer, 1891
- Trechus pirica Ueno, 1992
- Trechus pirinicus Pawlowski, 1972
- Trechus pisgahensis Barr, 1979
- Trechus pisuenensis Ortuno & Toribio, 2005
- Trechus placidus Jeannel, 1962
- Trechus planioculus Belousov & Kabak, 1993
- Trechus planipennis Rosenhauer, 1856
- Trechus planiusculus A. Gesto, 1858
- Trechus platypterellus Belousov, 1995
- Trechus plicatulus L. Miller, 1868
- Trechus plottbalsamensis Donabauer, 2005
- Trechus plutenkoi Lafer, 1989
- Trechus pochoni Jeannel, 1939
- Trechus pohorjeensis Donabauer, 2006
- Trechus polonorum Pawlowski, 1979
- Trechus pomonae Fall, 1901
- Trechus priapus K. Daniel, 1902
- Trechus processifer Belousov & Kabak, 1992
- Trechus promeces Jeannel, 1935
- Trechus przewalskyi Belousov & Kabak, 1993
- Trechus pseudoalmonius Deuve, 1993
- Trechus pseudoalyshensis Deuve & Queinnec, 1992
- Trechus pseudocholaensis Deuve, 1998
- Trechus pseudolatus Lompe, 2001
- Trechus pseudomontanellus Rizun, 1994
- Trechus pseudonovaculosus Donabauer, 2005
- Trechus pseudopiceus K. Daniel & J. Daniel, 1898
- Trechus puetzi P. Moravec & Wrase, 1998
- Trechus pulchellus Putzeys, 1846
- Trechus pulpani Reska, 1965
- Trechus pulvinipenis Belousov & Kabak, 1999
- Trechus pumilio Jeannel, 1923
- Trechus pumilus Jeannel, 1927
- Trechus pumoensis Deuve, 1998
- Trechus putchkovi Belousov & Kabak, 1996
- Trechus putzeysi Pandelle, 1867
- Trechus pygmaeus K. Daniel & J. Daniel, 1898
- Trechus pyrenaeus Dejean, 1831
- Trechus qagcaensis Deuve, 1996
- Trechus qinghaicus Deuve & Queinnec, 1993
- Trechus qinlingensis P. Moravec & Wrase, 1998
- Trechus quadrimaculatus Motschulsky, 1850
- Trechus quadristriatus (Schrank, 1781)
- Trechus quarelicus Belousov, 1987
- Trechus raffrayanus Jeannel, 1954
- Trechus rambouseki Breit, 1909
- Trechus ramseyensis Donabauer, 2005
- Trechus rarus Schmidt, 2009
- Trechus ravasinianus Lorenz, 1998
- Trechus regularis Putzeys, 1870
- Trechus religiosus Schmidt, 2009
- Trechus renei Belousov, 1990
- Trechus rhilensis Kaufmann, 1884
- Trechus rhodopeius Jeannel, 1921
- Trechus rivularis Gyllanhal, 1810
- Trechus rivulis Dajoz, 2005
- Trechus robustapicalis Belousov & Kabak, 1998
- Trechus rolwalingensis Schmidt, 2009
- Trechus ronchettii Reitter, 1911
- Trechus roparzhemoni Morvan, 1982
- Trechus rosenbergi Barr, 1962
- Trechus rotroui Antoine, 1934
- Trechus rotundatus Dejean, 1831
- Trechus rotundipennis (Duftschmid, 1812)
- Trechus rougemonti Mateu, 1990
- Trechus rouxi Deuve, 1995
- Trechus rouxioides Deuve, 2005
- Trechus rubens (Fabricius, 1792)
- Trechus rudolphi Ganglbauer, 1891
- Trechus rufulus Dejean, 1831
- Trechus ruthi Jeannel, 1929
- Trechus sachalinensis Lafer, 1989
- Trechus safranboluensis Donabauer, 2004
- Trechus sagax Jeannel, 1960
- Trechus saglensis Shilenkov, 1998
- Trechus sajanensis P. Moravec, 1993
- Trechus sajuncaicus Monguzzi, 2002
- Trechus salassus Jeannel, 1927
- Trechus sambylensis Belousov & Kabak, 1994
- Trechus satanicus Barr, 1962
- Trechus saulcyanus Csiki, 1928
- Trechus sauricus Belousov & Kabak, 1992
- Trechus saxicola Putzeys, 1870
- Trechus sbordonii Vigna Taglianti, 1967
- Trechus scapulatus Belousov & Kabak, 1993
- Trechus schaufussi Putzeys, 1870
- Trechus schaumii Pandelle, 1867
- Trechus schawalleri Deuve & Hodebert, 1991
- Trechus schillhammeri Donabauer, 2006
- Trechus schimperanus Jeannel, 1954
- Trechus schmalfussi Baehr, 1983
- Trechus schoenmanni Donabauer & Lebenbauer, 2005
- Trechus schuelkei P. Moravec & Wrase, 1998
- Trechus schuhi Donabauer, 2007
- Trechus schwarzi Jeannel, 1931
- Trechus schwienbacheri Donabauer & Lebenbauer, 2003
- Trechus schyberosiae Szallies & Schüle, 2011
- Trechus sciakyellus Deuve, 2001
- Trechus scitus Jeannel, 1960
- Trechus scotti Jeannel, 1936
- Trechus sculptipennis Schmidt, 2009
- Trechus secalis (Paykull, 1790)
- Trechus selaensis Deuve, 2006
- Trechus semenovi Belousov & Kabak, 1992
- Trechus seserligensis Shilenkov, 1998
- Trechus sessitanus Monguzzi, 1985
- Trechus setitemporalis Deuve, 2005
- Trechus shaanxiensis P. Moravec & Wrase, 1998
- Trechus shaid Belousov & Kabak, 1998
- Trechus shakhensis Belousov, 1987
- Trechus sharpi Jeannel, 1921
- Trechus shatrovskyi Belousov & Kabak, 1994
- Trechus shchurovi Belousov & Kabak, 1996
- Trechus shilenkovi Belousov & Kabak, 1992
- Trechus shinganensis Shilenkov, 1998
- Trechus shivalensis Belousov & Kabak, 1998
- Trechus shushensis Belousov & Kabak, 1994
- Trechus sichuanus Deuve, 1988
- Trechus signatus Wollaston, 1857
- Trechus sikhotealinus Ueno & Lafer, 1994
- Trechus silveiranus Lompe, 1997
- Trechus simbuaensis Deuve & Hodabert, 1991
- Trechus simienensis Jeannel, 1954
- Trechus simplicens Belousov & Kabak, 1993
- Trechus singularis Schmidt, 2009
- Trechus sinuatus Schaum, 1860
- Trechus sinus Belousov & Kabak, 2001
- Trechus sivellae Monguzzi, 2002
- Trechus sjoestedti Alluaud, 1926
- Trechus skoupyi P. Moravec & Zieris, 1998
- Trechus snowbirdensis Donabauer, 2005
- Trechus sodalis Jeannel, 1960
- Trechus sogdianus Belousov & Kabak, 1998
- Trechus sokolovi Belousov, 1990
- Trechus solarii Jeannel, 1921
- Trechus solhoeyi Schmidt, 2009
- Trechus soma Mateu & Deuve, 1979
- Trechus songoricus Belausov & Kabak, 1992
- Trechus sotshiensis Belousov, 1987
- Trechus splendens Gemminger & Harold, 1868
- Trechus stanovskyi P.Maravec, 1993
- Trechus stefanschoedli Donabauer, 2005
- Trechus stictulus Belousov & Kabak, 1998
- Trechus stipraisi Belousov & Kabak, 1992
- Trechus straneoi Jeannel, 1931
- Trechus strasseri Ganglbauer, 1891
- Trechus stratiotes Schmidt, 2009
- Trechus striatulus Putzeys, 1847
- Trechus stricticollis Jeannel, 1927
- Trechus strigipennis Kiesenwetter, 1861
- Trechus strongylus Jeannel, 1935
- Trechus stupkai Barr, 1979
- Trechus suan Belousov & Kabak, 1994
- Trechus subacuminatus A. Fleischer, 1898
- Trechus subcordatus Chaudoir, 1846
- Trechus sublaevis Raffray, 1880
- Trechus subnotatus Dejean, 1831
- Trechus subtilis Barr, 1962
- Trechus suensoni Jeannel, 1957
- Trechus sugai Ueno, 1984
- Trechus suluk Belousov & Kabak, 1996
- Trechus sundukovi P. Moravec & Wrase, 1997
- Trechus surkiensis Deuve, 2004
- Trechus susamyrensis Belousov & Kabak, 1992
- Trechus suturalis Putzeys, 1870
- Trechus svanicus Belousov, 1989
- Trechus sylviae Lompe, 2000
- Trechus sylvicola K. Daniel & J. Daniel, 1898
- Trechus szujeckii Pawlowski, 1972
- Trechus taghizadehi Morvan, 1974
- Trechus talassicus Belousov & Kabak, 1992
- Trechus talequah Barr, 1962
- Trechus talgarensis Jeannel, 1927
- Trechus tamangi J. Schmidt, 1998
- Trechus tamurensis Deuve & Hodebert, 1991
- Trechus tarbagataicus Belousov & Kabak, 1992
- Trechus tardokijanensis Lafer, 1989
- Trechus tatai Reboleira & Ortuño, 2010
- Trechus tchibiloevi Anichtchenko, 2009
- Trechus teberdanus Jeannel, 1960
- Trechus teletskianus Belousov & Kabak, 1994
- Trechus tempestivus Panzer, 1799
- Trechus tennessensis Barr, 1962
- Trechus tenoensis Israelson & Palm, 1979
- Trechus tentek Belousov & Kabak, 1996
- Trechus tenuilimbatus K. Daniel & J. Daniel, 1898
- Trechus tenuiscapus Lindroth, 1961
- Trechus terceiranus Machado, 1988
- Trechus terrabravensis Borges, Serrano & Amorim, 2004
- Trechus terskeiensis Belousov & Kabak, 1992
- Trechus tesnensis Belousov & Kabak, 1999
- Trechus tetracoderus Gemminger & Harold, 1868
- Trechus thai Deuve, 1995
- Trechus thaleri Franz, 1991
- Trechus thessalicus Meixner, 1928
- Trechus thessalonicus Jeannel, 1930
- Trechus thibetanus Jeannel, 1928
- Trechus thomasbarri Donabauer, 2005
- Trechus thorectes Ueno, 1983
- Trechus thorungiensis J. Schmidt, 1994
- Trechus thunderheadensis Donabauer, 2005
- Trechus tianchi Perreau, 1992
- Trechus tianshanivagus Deuve, 1993
- Trechus tilitshoensis J. Schmidt, 1994
- Trechus tingitanus Putzeys, 1870
- Trechus tishetshkini Belousov & Kabak, 1994
- Trechus tobiasi Donabauer, 2005
- Trechus toksanbaicus Belousov & Kabak, 1993
- Trechus tolucensis Bolivar & Pieltain, 1941
- Trechus tonitru Barr, 1962
- Trechus topaz Belousov & Kabak, 1998
- Trechus toroticus Belousov & Kabak, 1996
- Trechus torrentialis Apfelbeck, 1908
- Trechus torressalai Ortuno & Arillo, 2005
- Trechus torretassoi Jeannel, 1937
- Trechus tosioi Ueno, 1972
- Trechus trachypachys Sciaky & Pavesi, 1995
- Trechus triamicorum Ortuño & Jiménez-Valverde, 2011
- Trechus tristiculus K. Daniel & J. Daniel, 1898
- Trechus tsampa Schmidt, 2009
- Trechus tseringi Schmidt, 2009
- Trechus tshildebaevi Belousov & Kabak, 1992
- Trechus tshitsherini Belousov, 1987
- Trechus tuckaleechee Barr, 1962
- Trechus tumidus Jeannel, 1921
- Trechus turgenicus Belousov & Kabak, 1994
- Trechus turkestanicus Belousov & Kabak, 1992
- Trechus turnai Deuve & Queinnac, 1993
- Trechus turnaianus Deuve, 1993
- Trechus turnaioides Deuve, 1998
- Trechus turukensis Belousov & Kabak, 1992
- Trechus tusquitee Barr, 1979
- Trechus tusquitensis Donabauer, 2005
- Trechus tuxeni Jeannel, 1957
- Trechus tychus Jeannal, 1960
- Trechus tyrrhenicus Jeannel, 1927
- Trechus tyshkanensis Deuve & Queinnec, 1992
- Trechus uenyeensis Donabauer, 2006
- Trechus ulrichi Pawlowski, 1976
- Trechus umbricola Wollaston, 1854
- Trechus uncifer Barr, 1962
- Trechus unisetiger Ueno, 1997
- Trechus urartaeus Pavesi & Sciaky, 1994
- Trechus usgentensis Belousov & Kabak, 1998
- Trechus utschderensis Reitter, 1890
- Trechus uygur Deuve, 1993
- Trechus uygurorum Belousov & Kabak, 1994
- Trechus uyttenboogaarti Jeannel, 1936
- Trechus valbonensis Jeannel, 1927
- Trechus valentinei Barr, 1979
- Trechus validicollis Sciaky & Pavesi, 1995
- Trechus validipes K. Daniel, 1902
- Trechus valikhanovi Belousov & Kabak, 1993
- Trechus vallestris K. Daniel & J. Daniel, 1898
- Trechus vandykei (Jeannel, 1927)
- Trechus varendorffi Sainte-Claire Deville, 1903
- Trechus verus Barr, 1962
- Trechus vicarius Bates, 1883
- Trechus vietnamicus Ueno, 1995
- Trechus vignai Casale, 1979
- Trechus viti Pawlowski, 1977
- Trechus wagneri Ganglbauer, 1906
- Trechus walteri Pawlowski, 1978
- Trechus wayahbaldensis Donabauer, 2005
- Trechus weiratheri Jeannel, 1929
- Trechus weiserti Donabauer, 2007
- Trechus weixiensis Belousov & Kabak, 1998
- Trechus winkleri Jeannel, 1927
- Trechus witkowskii Pawlowski, 1978
- Trechus wittmeri Ueno, 1977
- Trechus wrcecionkoianus Donabauer, 2005
- Trechus wrzecionkoi Deuve, 1996
- Trechus wutaicola Deuve, 1988
- Trechus xiei Deuve, 1992
- Trechus xinjiangensis Deuve, 1992
- Trechus xiwuensis Deuve, 1996
- Trechus yak Schmidt, 2009
- Trechus yanoi Jeannel, 1937
- Trechus yaralensis Belousov & Kabak, 1998
- Trechus yasudai Ueno, 1973
- Trechus yengensis Morvan, 1982
- Trechus yeti Schmidt, 2009
- Trechus yosiianus Ueno, 1954
- Trechus zaerensis Antoine, 1928
- Trechus zamotajlovi Belousov, 1990
- Trechus zangherii Jeannel, 1927
- Trechus zarandicus P. Moravec, 1986
- Trechus zaslavskii Jeannel, 1962
- Trechus zetteli Donabauer, 2007
- Trechus zhabyk Belousov & Kabak, 1994
- Trechus zhangi Deuve, 1989
- Trechus zhaosuensis Deuve, 2004
- Trechus zhdankoi Belousov & Kabak, 1992
- Trechus ziganensis Jeanne, 1976
- Trechus zinovievi Belousov & Kabak, 1996
- Trechus zintshenkoi Belousov & Kabak, 1999
- Trechus zoigeicola Belousov & Kabak, 1998
- Trechus zoigensis Deuve, 1989
- Trechus zolotikhini Belousov, 1990
- Trechus zonguldakensis Donabauer, 2004
- Trechus zvarici Belousov & Kabak, 1998